# Iver Rosenkrantz (1740-1815)
 Der er flere personer med dette navn, se Iver Rosenkrantz.
Iver lensbaron Rosenkrantz (født 29. februar 1740, død 30. april 1815 på Rosenholm) var en dansk kammerherre og godsejer. 
Han var søn af Werner baron Rosenkrantz til Willestrup og Else Margrethe Sehested. Gift 1. gang 24. maj 1765 på Lykkesholm med Marie Elisabeth Dorothea Lente Adeler (1745-88). Gift 2. gang 21. oktober 1790 i Voldum Kirke med Sophie Hedevig Huitfeldt (1761-94). Gift 3. gang 20. august 1803 i Veng Kirke med Frederikke Louise von Woyda (1751-1812). 
Iver Rosenkrantz kom på Sorø Akademi 1759-63. Han gjorde tjeneste ved hoffet som kammerpage hos kronprins Christian. Han blev siden kammerjunker og 1767 kammerherre, 1777 hvid ridder. I perioden 1777-1780 var direktør for Estvadgaards Kloster. Det var alt i alt en meget beskeden offentlig karriere. 
Iver Rosenkrantz levede hovedsagelig som godsejer. Hans evner herfor var ikke store. Livet igennem kæmpede han med dårlig økonomi, selvom han arvede hele 3 godser. Fra faderen fik han 1777 baroniet Villestrup. 1785 arver han efter farbroren Holger baron Rosenkrantz baroniet Rosenlund, nu Rosendal. Endelig fik han ved Frederik Christian Rosenkrantz' død i 1802 Stamhuset Rosenholm. Rosenlund afhænder han hurtigt og lader erstatte med en båndlagt kapital. Willestrup overlader han ved overtagelsen af Rosenholm til sin ældste søn Christian, men de enedes om i 1811 ligeledes at lade denne gård erstatte med en båndlagt kapital. Således blev kun Rosenholm videreført i slægten. 
Var baronen fattig på penge, så havde han et rigt familieliv. Hele 13 børn fik han, heraf 10 med sin første hustru, 3 med sin anden. 
Iver baron Rosenkrantz døde 75 år gammel i 1815 og blev begravet i Hornslet Kirke. To år forinden havde han overdraget Rosenholm til sønnen Christian og trukket sig tilbage til en aftægtsbolig på slottet.

## Ekstern kilde
- "Rosenholm". Red. Frits Nikolajsen. Randers Amts Historiske Samfund 1991.